# Комишуваха (права притока Лугані)
Комишуваха — річка в Україні, права притока річки Лугань. Басейн Сіверського Дінця. Довжина 26 км. Площа водозбірного басейну 121 км². Похил 5,4 м/км. Долина трапецієподібна, асиметрична, завширшки 2,5 км. Заплава двостороння, шириною до 200 м. Річище помірно звивисте, шириною до 10 м. Використовується на зрошення та побутові потреби.
Бере початок з джерела біля Алмазної. Тече по північних схилах Донецької височини територією Перевальського, Слов'яносербського районів Луганської області.
На річці стоїть колишнє місто Стаханів, теперішнє Кадіївка.

### Однойменні гідроніми
Не плутати з однойменною лівою притокою Лугані під назвою Комишуваха, яка теж знаходяться в Луганській області і на якій розташовані селище Комишуваха і місто Золоте (середня течія).